# スルタンアフメト・モスク
スルタンアフメト・モスク（トルコ語: Sultan Ahmet Camii）は、トルコのイスタンブールを代表するモスクで、世界遺産であるイスタンブール歴史地域の歴史的建造物群のひとつ。オスマン帝国の第14代スルタン・アフメト1世によって1609年から1616年の7年の歳月をかけて建造された。設計はメフメト・アー。「世界で最も美しいモスク」と評される。
直径27.5mの大ドームと世界で唯一となる6本のミナレットをもち、内部は数万枚のイズニク製の青い装飾タイルやステンドグラスで彩られ、白地に青の色調の美しさからブルーモスクとも呼ばれる。
ブルーモスクと呼ばれるモスクには、他にスルタン・サラディン・アブドゥル・アジズ・モスクがある。

## 登録基準
この世界遺産は世界遺産登録基準のうち、以下の条件を満たし、登録された（以下の基準は世界遺産センター公表の登録基準からの翻訳、引用である）。
- (1) 人類の創造的才能を表現する傑作。
- (2) ある期間を通じてまたはある文化圏において、建築、技術、記念碑的芸術、都市計画、景観デザインの発展に関し、人類の価値の重要な交流を示すもの。
- (3) 現存するまたは消滅した文化的伝統または文明の、唯一のまたは少なくとも稀な証拠。
- (4) 人類の歴史上重要な時代を例証する建築様式、建築物群、技術の集積または景観の優れた例。
- スルタンアフメト・モスク ( Sultan Ahmet Camii)
- How to Visit Blue Mosque

## ギャラリー

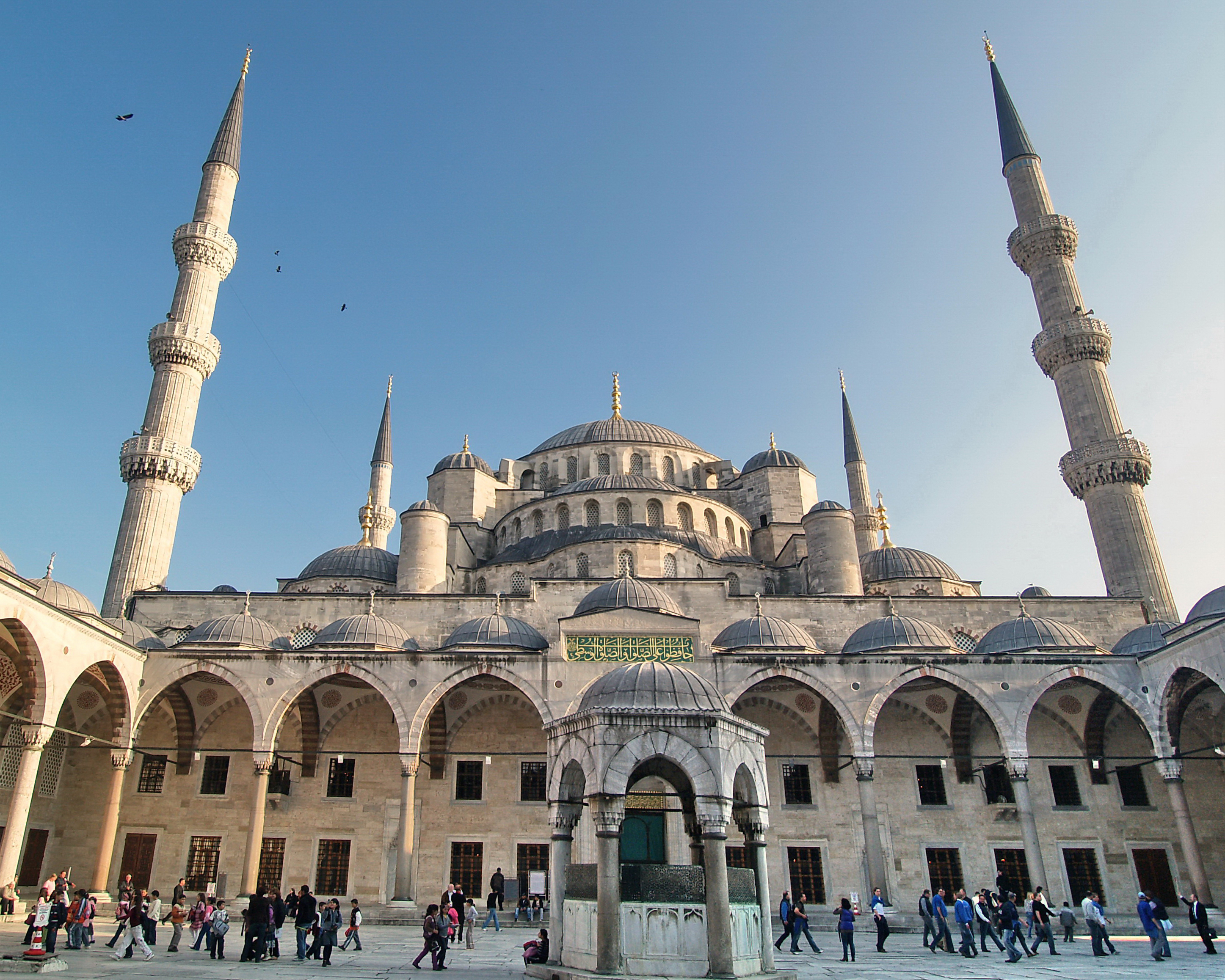
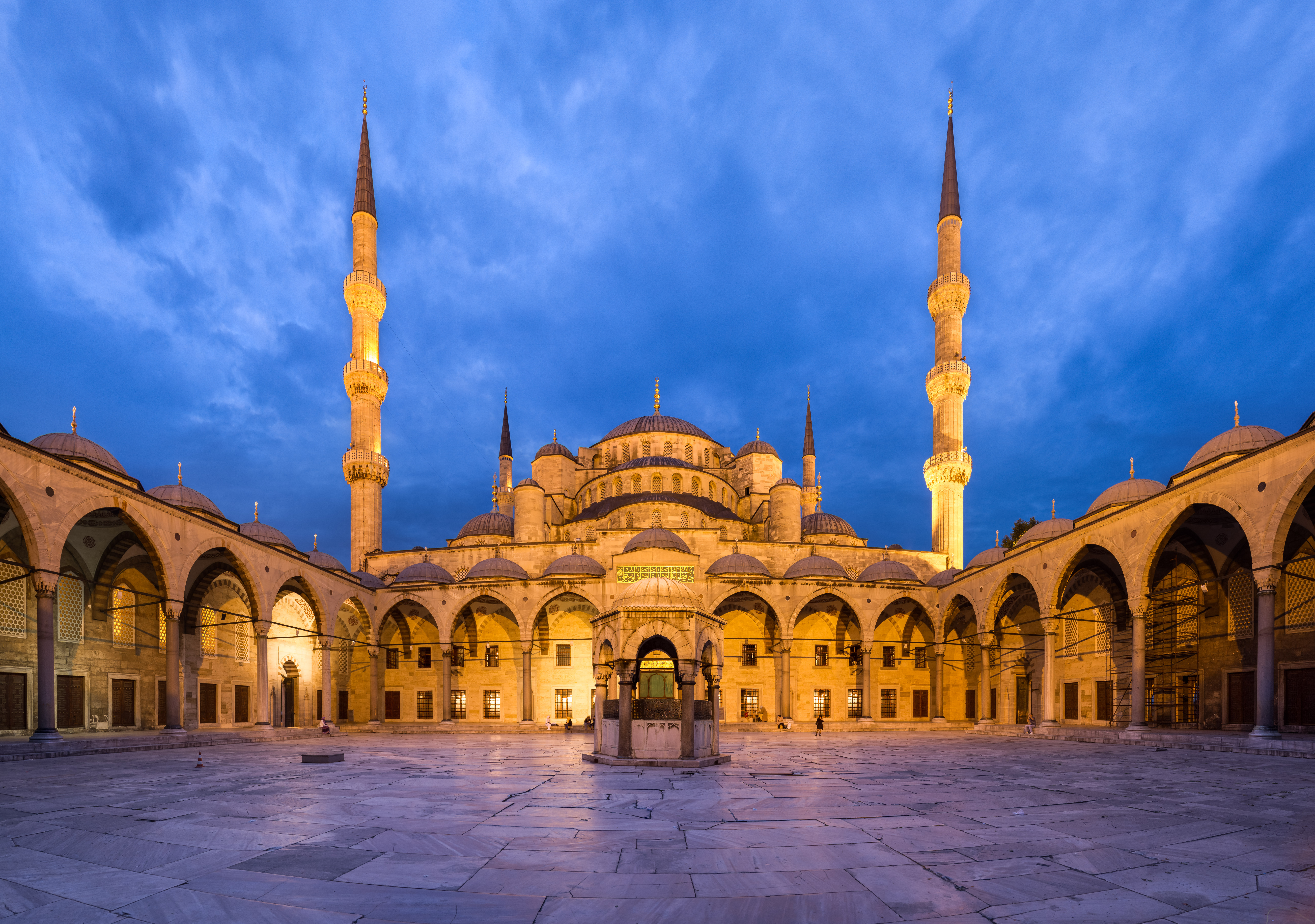
ブルーモスクの中庭
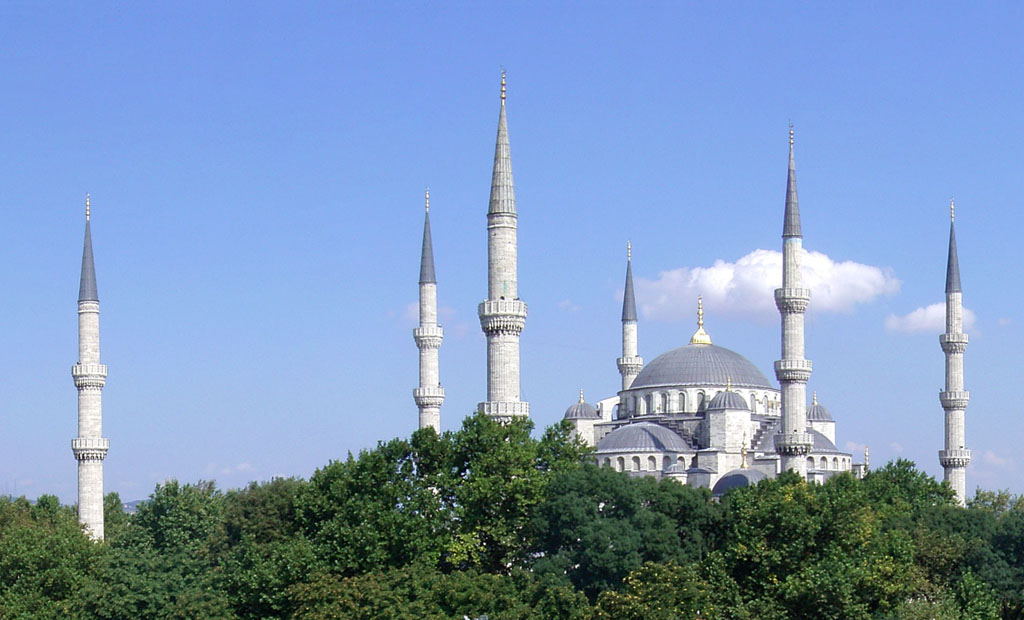
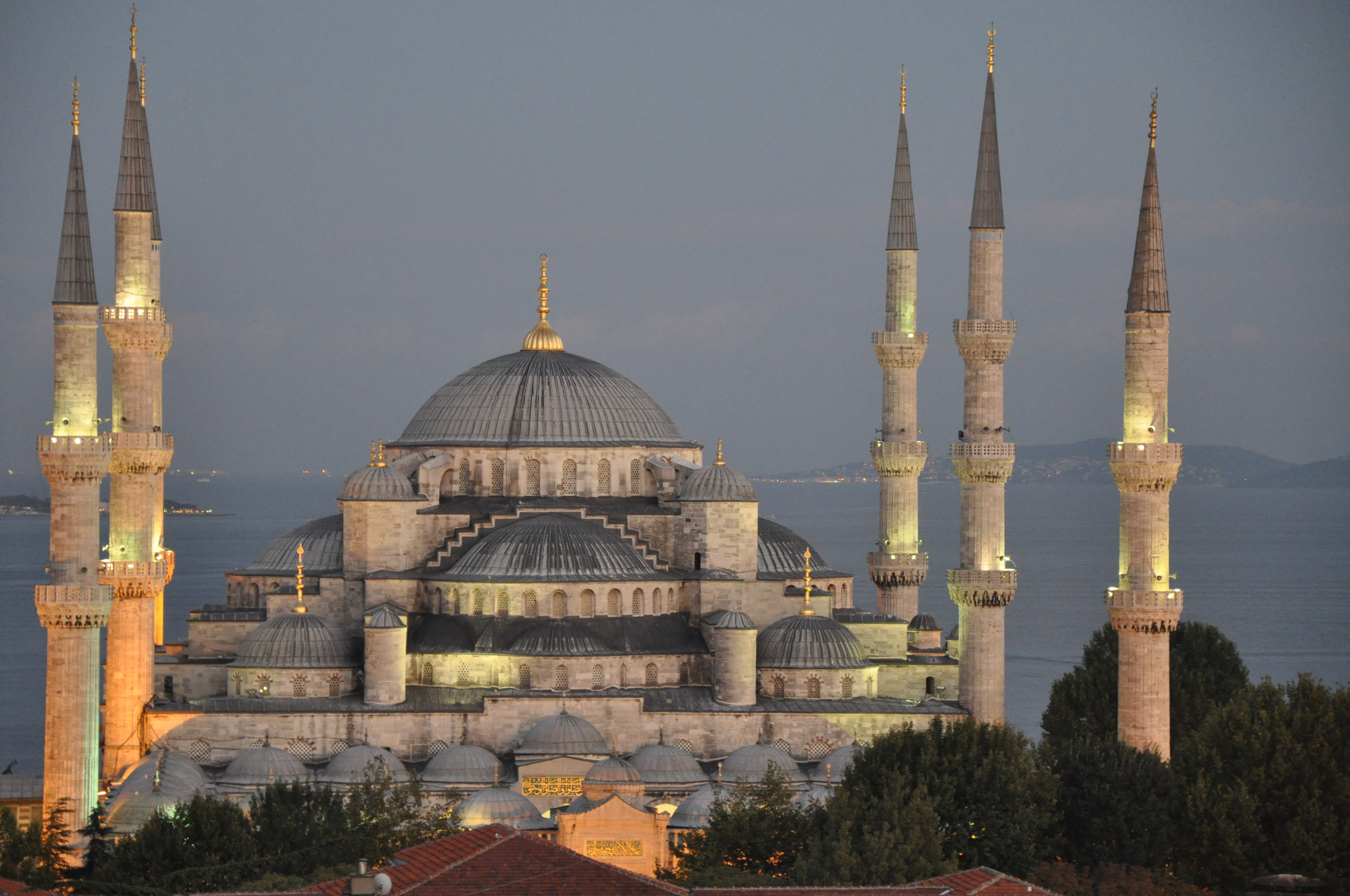